# アルバート・ウィルソン
アルバート・ジョージ・ウィルソン（Albert George Wilson、1918年7月28日 - 2012年8月27日）は、アメリカ合衆国の天文学者である。
テキサス州ヒューストンで生まれ、1947年にカリフォルニア工科大学にてAxially Symmetric Thermal Stresses in a Semi-Infinite Solidという論文で数学の博士号を取得した。
1949年、彼はパロマー天文台の要請を受け、パロマー・スカイ・サーベイのプロジェクトを率いた。1953年にローウェル天文台の助手になり、1954年から1957年まで責任者を務めた。後にランド研究所やその他の私設の研究所で研究を行なった。1962年には専門誌Icarusを創刊し、その初代編集長になった。
1966年から1972年までマクドネル・ダグラスの先端研究所で研究を行ない、その後は南カリフォルニア大学で引退するまで哲学と科学を教えた。引退後は、Institute for Man and Scienceとthe Institute of the Futureに参加した。カリフォルニア州セバストポール（Sebastopol）の自宅で死去した。
彼は5つの小惑星を発見し、またロバート・ハリントンとともに周期彗星ウィルソン・ハリントン彗星を発見した。